# Kasper Kusk
Kasper Kusk Vangsgaard (ur. 10 listopada 1991 w Aalborgu) – duński piłkarz, grający na pozycji pomocnika.

## Kariera klubowa
Kusk od początku profesjonalnej kariery do 2014 roku występował w klubie Aalborg BK. Następnie przeszedł do FC Twente. W 2015 został zawodnikiem FC København, a w 2018 wrócił do Aalborga.

## Kariera reprezentacyjna
W reprezentacji Danii zadebiutował 26 stycznia 2013 roku w towarzyskim meczu przeciwko Kanadzie. Na boisku pojawił się w 49 minucie meczu.
| Mecze i gole w reprezentacji | Mecze i gole w reprezentacji | Mecze i gole w reprezentacji | Mecze i gole w reprezentacji | Mecze i gole w reprezentacji | Mecze i gole w reprezentacji | Mecze i gole w reprezentacji |
| #                            | Data                         | Stadion                      | Rywal                        | Wynik                        | Gol                          | Rozgrywki                    |
| 2013                         | 2013                         | 2013                         | 2013                         | 2013                         | 2013                         | 2013                         |
| ---------------------------- | ---------------------------- | ---------------------------- | ---------------------------- | ---------------------------- | ---------------------------- | ---------------------------- |
| 1.                           | 26.01.2013                   | Tucson, USA                  | Kanada                       | 4:0                          | 0                            | towarzyski                   |
| 2.                           | 30.01.2013                   | Glendale, USA                | Meksyk                       | 1:1                          | 0                            | towarzyski                   |
| 3.                           | 05.06.2013                   | Aalborg, Dania               | Gruzja                       | 2:1                          | 0                            | towarzyski                   |
| 4.                           | 14.08.2013                   | Gdańsk, Polska               | Polska                       | 2:3                          | 0                            | towarzyski                   |
| 5.                           | 15.10.2013                   | Kopenhaga, Dania             | Malta                        | 6:0                          | 0                            | El. MŚ 2014                  |
| 6.                           | 15.11.2013                   | Herning, Dania               | Norwegia                     | 2:1                          | 0                            | towarzyski                   |